# Wepwawetemsaf
Sekhemraneferkhau Wepwawetemsaf là một pharaon Ai Cập trong thời kỳ Chuyển tiếp thứ Hai. Theo các nhà Ai Cập học Kim Ryholt và  Darrell Baker, ông là một vị vua thuộc vương triều Abydos, mặc dù vậy vị trí của ông nằm trong vương triều này vẫn chưa được xác định. Mặt khác, nhà Ai Cập học Jürgen von Beckerath coi Wepwawetemsaf như là một vị vua thuộc giai đoạn cuối vương triều thứ 13, trong khi Marcel Marée đề xuất rằng ông là một vị vua thuộc giai đoạn cuối của vương triều 16.

## Chứng thực

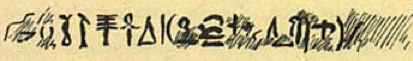
Graffito từ Beni Hasan, có thể quy cho thuộc về Wepwawetemsaf.

Chỉ có duy nhất một chứng thực đương thời thuộc về triều đại của Wepwawetemsaf là một tấm bia bằng đá vôi "có chất lượng đặc biệt thô" được phát hiện tại Abydos và ngày nay nằm tại Bảo tàng Anh (EA 969). Tấm bia này cho thấy nhà vua này đứng trước vị thần "Wepwawet, chúa tể của Abydos" và thường được miêu tả là có tay nghề kém. Tấm bia này được tạo ra bởi một xưởng mỏ ở Abydos. Những tấm bia khác được tạo ra bởi xưởng này thuộc về vua Rahotep và Pantjeny. Do đó nhà Ai Cập học Marcel Marée kết luận rằng ba vị vua này đã cai trị khá gần nhau. Ông ta tin rằng tấm bia của Pantjeny được tạo ra bởi một nghệ sĩ khác, trong khi các tấm bia của Rahotep và Wepwawetemsaf được tạc bởi cùng một người. Ông ta lập luận rằng Wepwawetemsaf đã cai trị trực tiếp sau Rahotep. Ông ta cũng không ấn định từng vị vua thuộc về các triều đại cụ thể, nhưng đi đến kết luận rằng các vị vua này thuộc về giai đoạn cuối vương triều thứ 16 hoặc giai đoạn ngay đầu vương triều thứ 17,
Một chứng thực khác có thể thuộc về vị vua này đó là một bức graffito được phát hiện ở ngôi mộ số 2 tại Beni Hasan thuộc về vị nomarch Amenemhat của vương triều thứ 12 và cách Abydos 250 km về phía bắc, ở vùng Thượng Ai Cập. Bức graffito được Beckerath đọc tạm thời là "Sekhemreneferkhau" nhưng điều này vẫn còn không chắc chắn vì bản gốc của nó hiện nay đã bị mất.

## Vương triều
Trong nghiên cứu về thời kỳ Chuyển tiếp thứ Hai của mình, Kim Ryholt đã bổ sung cho ý kiến ban đầu được đề xuất bởi Detlef Franke mà cho rằng sau sự sụp đổ của vương triều thứ 13 cùng với việc Memphis bị người Hyksos chinh phục, một vương quốc độc lập tập với trung tâm nằm ở Abydos đã xuất hiện ở miền Trung Ai Cập. Do đó Vương triều Abydos dùng để chỉ một nhóm các vị vua địa phương cai trị trong một khoảng thời gian ngắn ở miền trung Ai Cập. Ryholt giải thích rằng Wepwawetemsaf chỉ được chứng thực ở miền Trung Ai Cập và rằng tên của ông bao gồm cả sự đề cập gắn liền với vị thần của Abydos là Wepwawet. Do đó ông ta kết luận rằng Wepwawetemsaf nhiều khả năng đã cai trị từ Abydos và thuộc về vương triều Abydos. Kết luận này nhận được sự đồng thuận của Darrell Baker nhưng lại không được Beckerath ủng hộ, ông ta xác định Wepwawetemsaf vào giai đoạn cuối vương triều thứ 13.
Nhà Ai Cập học Marcel Marée cũng bác bỏ giả thuyết của Ryholt và thay vào đó giữ quan điểm cho rằng Wepwawetemsaf là một vị vua thuộc vào giai đoạn cuối của vương triều thứ 16. Thật vậy, Marée giải thích rằng phân xưởng mà đã tạo ra tấm bia đá của Wepwawetemsaf còn chịu trách nhiệm cho việc tạo ra các tấm bia đá của Pantjeny và Rahotep, vị vua sau này thường được ấn định là vào giai đoạn đầu của vương triều thứ 17. Marée do đó kết luận rằng Rahotep, Pantjeny và Wepwawetemsaf đã cai trị khá gần nhau. Điều này cũng loại bỏ sự tồn tại của một vương triều Abydos vào khoảng năm 1650 TCN.